# Assur (Bibel)
Assur ist im Alten Testament der zweitälteste Sohn Sems und Enkel Noachs.

## Etymologie
Der hebräische Name אַשּׁוּר ’aššûr, deutsch ‚Assur‘ ist ursprünglich kein Personenname, sondern bezeichnet die Stadt Aššur, deren Stadtgott Aššur, das Land Assyrien und das Volk der Assyrer. Die Septuaginta gibt den Namen als ασσουρ assūr wieder, die Vulgata als Assur, der Samaritanische Pentateuch als ’Āšor.

## Biblische Erzählung
Assur wird in der Völkertafel Gen 10 erwähnt. Seine Brüder heißen Elam, Arpachschad, Lud und Aram. Der Abschnitt der Völkertafel Gen 10,22–23 , in dem Assur und seine Brüder erwähnt werden, gehört der Priesterschrift an. Weiter werden er und seine Brüder in 1 Chr 1,17  erwähnt.

## Weitere Personen
In einigen deutschen Bibelübersetzungen werden weitere Personen mit dem Namen Assur genannt:
- Jer 28,1 EU: Assur, Vater des Propheten Hananjas (so Schlachter-Bibel SLT)
- Hes 11,1 EU: Assur, Vater Jaasanjas (so Schlachter-Bibel SLT, Gute Nachricht Bibel GNB, Neue evangelistische Übersetzung NeÜ)

In den anderen Übersetzungen wird dieser Name aber als Asur wiedergegeben.